# Brachioppiella paranasalis
Brachioppiella paranasalis är en kvalsterart som beskrevs av Lee och Subías 1991. Brachioppiella paranasalis ingår i släktet Brachioppiella och familjen Oppiidae. Inga underarter finns listade.